# Белый-Ю
Белый-Ю — река в России, протекает в Республики Коми по территории округа Усинск. Длина реки составляет 76 км.
Берёт начало из озера Малый Белый-Вад на высоте 56,0 м, затем протекает через озеро Белый-Вад. Устье находится к югу от места впадения Усы в Печору, в протоке Белый Шар.

## Притоки
По порядку от устья к истоку
- Гыркаягъель (лв.)[4]
- Босманвис (пр.)[4]
- 38 км: река без названия (пр.)[2]

## Этимология гидронима
Белый-Ю означает «белая, чистая река». Гибрид русского прилагательного белый и слова коми ю, означающего «река».

## Данные водного реестра
По данным государственного водного реестра России относится к Двинско-Печорскому бассейновому округу, водохозяйственный участок реки — Печора от водомерного поста у посёлка Шердино до впадения реки Уса, речной подбассейн реки — бассейны притоков Печоры до впадения Усы. Речной бассейн реки — Печора.